# Fabian Buch
Fabian Buch, född 30 juli 1990 i Rheinland-Pfalz, är en tysk sångare.

## Karriär
Fabian Buch blev känd med sin debutsingel "Hello Hello" som släpptes den 21 maj 2010. Efter det släppte han sitt debutalbum med samma titel den 7 juni samma år. Sedan dess har han släppt ytterligare sex singlar. Hans debutsingel är fortfarande hans mest framgångsrika då den nådde plats 51 på den tyska singellistan.

## Diskografi

### Album
- 2010 - Hello Hello

### Singlar
- 2010 - "Hello Hello"
- 2010 - "When You're with Me" / "Ich fliege"
- 2010 - "Merry, Merry Christmas"
- 2011 - "Head in the Clouds"
- 2011 - "Happy Birthday (Once Again)" (med Clara Louise)
- 2011 - "Turn off the Lights"
- 2012 - "Keiner Hier"